# Meaucé
Meaucé is een gemeente in het Franse departement Eure-et-Loir (regio Centre-Val de Loire) en telt 538 inwoners (2004). De plaats maakt deel uit van het arrondissement Nogent-le-Rotrou.

## Geografie
De oppervlakte van Meaucé bedraagt 11,3 km², de bevolkingsdichtheid is 47,6 inwoners per km².
De onderstaande kaart toont de ligging van Meaucé met de belangrijkste infrastructuur en aangrenzende gemeenten.

## Demografie
Onderstaande figuur toont het verloop van het inwonertal (bron: INSEE-tellingen).